# Michał Antoniewicz
 (novembre 2024).
Michał Woysym-Antoniewicz (né le 7 juillet 1897 à Cracovie, mort le 1er décembre 1989 à Austin (Texas)) est un cavalier polonais de saut d’obstacles et de concours complet.
Il participe aux Jeux olympiques d'été de 1928
Il remporte la médaille d'argent par équipe en saut d'obstacles avec son cheval Readgleadt. Dans l'épreuve individuelle, il termine vingtième.
Dans l'épreuve par équipe de concours complet, il remporte la médaille de bronze avec son cheval Moja Miła après avoir terminé dix-neuvième de l'épreuve individuelle.